# La legge dei figli
La legge dei figli è un'antologia noir curata da Sabina Marchesi e Lorenzo Trenti per la Casa Editrice Meridiano Zero per i sessant'anni della Costituzione Italiana. La particolarità dell'antologia è che è stata scritta da sedici autori tutti appartenenti a vario titolo alle istituzioni dello Stato, in qualità di magistrati, esponenti delle forze dell'ordine e altro. La prefazione è di Giancarlo De Cataldo
Gli autori de La legge dei figli sono: Alessandro Cannevale, Marco De Franchi, Piergiorgio Di Cara, Girolamo Lacquaniti, Simona Mammano, Mauro Marcialis, Angelo Marenzana, Maurizio Matrone, Ugo Mazzotta, Carmelo Pecora, Marco Pelliccia, Giovanni Sicuranza, Piernicola Silvis, Sergio Sottani, Giampaolo Trevisi, Andrea Testa.

## Edizioni
- AA.VV., La legge dei figli, collana Meridianonero, Meridiano Zero, 2007,  p. 256, ISBN 88-8237-156-5.